# Nati il 3 gennaio
| Questa pagina contiene informazioni ricavate automaticamente dalle voci biografiche con l'ausilio del template Bio e di un bot. L'aggiornamento è periodico e automatico e ricostruisce completamente la pagina. Se manca una persona in questa lista, sei pregato di non aggiungerla, ma accertati piuttosto che la sua voce biografica contenga il template Bio e che i dati anagrafici siano correttamente compilati. Se il template Bio manca, inseriscilo tu stesso o, in alternativa, metti l'avviso {{tmp\|Bio}} che ne segnala la mancanza. Se i dati riportati sono sbagliati, correggi direttamente la voce biografica; le modifiche saranno visibili in questa lista entro pochi giorni. Per chiarimenti vedi il progetto biografie. La lista contiene solo le 1.294 persone che sono citate nell'enciclopedia e per le quali è stato implementato correttamente il template Bio. Pagina aggiornata al 21 ago 2025. |

## II secolo a.C.(1)
- 106 a.C. - Marco Tullio Cicerone, avvocato, politico e scrittore romano († 43 a.C.)

## VI secolo(1)
- 554 - Suiko, imperatrice giapponese († 628)

## XII secolo(1)
- 1196 - Tsuchimikado, imperatore giapponese († 1231)

## XIII secolo(1)
- 1290 - Costanza del Portogallo, regina († 1313)

## XIV secolo(1)
- 1307 - Ottone IV di Baviera, duca tedesco († 1334)

## XV secolo(2)
- 1406 - Pietro Mocenigo, doge († 1476)
- 1434 - Cecco Brandolini, condottiero italiano

## XVI secolo(4)
- 1509 - Giovanni Gerolamo Albani, politico, giurista e cardinale italiano († 1591)
- 1591 - Valentin de Boulogne, pittore francese († 1632)
- 1592 - Emanuele Tesauro, drammaturgo, retore e storico italiano († 1675)
- 1593 - Valeriano Castiglione, religioso e scrittore italiano († 1663)

## XVII secolo(19)
- 1611 - James Harrington, filosofo e scrittore britannico († 1677)
- 1624 - Agostino Favoriti, poeta, presbitero e latinista italiano († 1682)
- 1628 - Alvise II Mocenigo, doge († 1709)
- 1629 - Lelio Colista, compositore, chitarrista e liutista italiano († 1680)
- 1639 - Éléonore d'Esmier d'Olbreuse, nobile francese († 1722)
- 1641 - Francesco Nomis di Valfenera e Castelletto, politico italiano († 1715)
- 1642 - Diego Morcillo Rubio de Auñón, arcivescovo cattolico spagnolo († 1730)
- 1647 - Edward Montagu, II conte di Sandwich, nobile e politico inglese († 1688)
- 1657 - Domenico Pelli, architetto e imprenditore svizzero († 1728)
- 1663 - Giuseppe Piamontini, scultore italiano († 1744)
- 1663 - Carlo Giuseppe Plura, scultore e stuccatore svizzero († 1737)
- 1676 - Johannes Steuchius, arcivescovo luterano svedese († 1742)
- 1680 - Johann Baptist Zimmermann, pittore e stuccatore tedesco († 1758)
- 1683 - Christoph Graupner, compositore e clavicembalista tedesco († 1760)
- 1688 - Louis-Guy de Guérapin de Vauréal, vescovo cattolico e diplomatico francese († 1760)
- 1693 - Giovanni Bianchi, medico e anatomista italiano († 1775)
- 1693 - Matthew Hutton, arcivescovo anglicano inglese († 1758)
- 1694 - Paolo della Croce, presbitero italiano († 1775)
- 1698 - Pietro Metastasio, poeta, librettista e drammaturgo italiano († 1782)

## XVIII secolo(61)
- 1703 - Daniel-Charles Trudaine, ingegnere e funzionario francese († 1769)
- 1706 - Johann Caspar Füssli, pittore, disegnatore e scrittore svizzero († 1782)
- 1709 - Jean Baptiste Ladvocat, abate francese († 1765)
- 1710 - Richard Gridley, militare statunitense († 1796)
- 1711 - Giuseppe Maria Capece Zurlo, cardinale e arcivescovo cattolico italiano († 1801)
- 1719 - Friedrich Karl Josef von Erthal, arcivescovo cattolico tedesco († 1802)
- 1719 - Basil Feilding, VI conte di Denbigh, nobile inglese († 1800)
- 1722 - Fredric Hasselquist, naturalista svedese († 1752)
- 1723 - Pierre Patte, architetto e incisore francese († 1814)
- 1724 - Anton Johan Wrangel il giovane, ammiraglio svedese († 1799)
- 1726 - Anna Blackburne, botanica e naturalista inglese († 1793)
- 1728 - Ludovico Barbiano di Belgiojoso, militare e diplomatico italiano († 1801)
- 1728 - Johann Georg Büsch, statistico, educatore e attivista tedesco († 1800)
- 1730 - Charles Palissot de Montenoy, drammaturgo e editore francese († 1814)
- 1731 - Angelo Emo, ammiraglio italiano († 1792)
- 1731 - Ignazio Michele III Jarweh, patriarca cattolico ottomano († 1800)
- 1736 - Andrea Salvatore Aglio, pittore e scultore svizzero († 1786)
- 1736 - Augustin de Saint-Aubin, illustratore, disegnatore e incisore francese († 1807)
- 1737 - Heinrich Wilhelm von Gerstenberg, poeta e critico letterario tedesco († 1823)
- 1737 - Johann Casimir von Häffelin, cardinale e vescovo cattolico tedesco († 1827)
- 1742 - Jean Baptiste Treilhard, magistrato, diplomatico e generale francese († 1810)
- 1743 - Joseph-Benoît Suvée, pittore belga († 1807)
- 1745 - Luigi di Nassau-Saarbrücken, principe tedesco († 1794)
- 1747 - Pietro Arborio Gattinara, vescovo cattolico italiano († 1809)
- 1747 - Vittorio Amedeo Giuseppe Seyssel marchese d'Aix, generale italiano († 1819)
- 1750 - Giuseppe Merci, artista e illusionista italiano
- 1752 - Johannes von Müller, storico e politico svizzero († 1809)
- 1754 - Giuseppe Maria Pietro Grimaldi, arcivescovo cattolico italiano († 1830)
- 1754 - Pietro Federico Guglielmo di Oldenburg, duca († 1823)
- 1756 - Domenico Bisceglia, patriota e politico italiano († 1799)
- 1756 - Jérôme Pétion de Villeneuve, avvocato, rivoluzionario e politico francese († 1794)
- 1757 - Tommaso Bucciano, scultore italiano († 1830)
- 1758 - Giuseppe Greatti, abate, politico e poeta italiano († 1812)
- 1763 - Joseph Fesch, cardinale, diplomatico e arcivescovo cattolico francese († 1839)
- 1765 - Susannah Darwin, nobildonna inglese († 1817)
- 1765 - Nguyễn Du, poeta e scrittore vietnamita († 1820)
- 1766 - Giuseppe Cammarano, pittore italiano († 1850)
- 1767 - Vincenzo Lancetti, scrittore italiano († 1851)
- 1769 - Giovanni Paolo Calori Stremiti, militare italiano († 1809)
- 1772 - Ferdinando Visconti, militare, geografo e cartografo italiano († 1847)
- 1773 - William Gadsby, predicatore inglese († 1844)
- 1774 - Juan Aldama, rivoluzionario messicano († 1811)
- 1777 - Elisa Bonaparte, principessa francese († 1820)
- 1777 - Giovan Battista Marin, nobile italiano
- 1777 - Louis Poinsot, matematico e fisico francese († 1859)
- 1779 - Ginevra Canonici Fachini, educatrice, scrittrice e letterata italiana († 1870)
- 1780 - Johann Christian Woyzeck, criminale tedesco († 1824)
- 1782 - El Pipila, rivoluzionario messicano († 1863)
- 1782 - Philipp Franz von Walther, chirurgo e oculista tedesco († 1849)
- 1787 - Ettore de Sonnaz, nobile, generale e politico italiano († 1867)
- 1787 - William "Old Bill" Williams, esploratore statunitense († 1849)
- 1788 - Georg von Thurn und Valsassina, generale, diplomatico e nobile austriaco († 1866)
- 1789 - Carl Gustav Carus, fisiologo e pittore tedesco († 1869)
- 1792 - Jacobo José Fitz-James Stuart, nobile spagnolo († 1795)
- 1793 - Bartolomeo Bosco, illusionista italiano († 1863)
- 1793 - Lucretia Mott, insegnante statunitense († 1880)
- 1793 - Maria Antonietta Murat, principessa francese († 1847)
- 1794 - Joseph Lebeau, politico belga († 1865)
- 1794 - Antonio Lombardini, politico e matematico italiano († 1869)
- 1796 - Johann Baptist Streicher, artigiano austriaco († 1871)
- 1800 - Jacob Heinrich Wilhelm Lehmann, astronomo tedesco († 1863)

## XIX secolo(175)
- 1802 - Félix Dupanloup, vescovo cattolico francese († 1878)
- 1803 - Guglielmo Gasparrini, botanico e micologo italiano († 1866)
- 1803 - Douglas William Jerrold, scrittore britannico († 1857)
- 1803 - Dmitrij Nikolaevič Šeremetev, ufficiale russo († 1871)
- 1804 - Friedrich Wilhelm Schultz, farmacista e botanico tedesco († 1876)
- 1807 - Wilhelm Pape, grecista, lessicografo e filologo tedesco († 1854)
- 1807 - Sebastiano Tecchio, politico italiano († 1886)
- 1808 - Michele Caputo, vescovo cattolico italiano († 1862)
- 1809 - Adamo Alberti, attore teatrale italiano († 1885)
- 1809 - Bogusław Fryderyk Radziwiłł, nobile e generale polacco († 1873)
- 1810 - Antoine Thomson d'Abbadie, esploratore, geografo e numismatico francese († 1897)
- 1811 - Franz von Rinecker, farmacologo tedesco († 1883)
- 1813 - Andrea Brenta, patriota e condottiero italiano († 1849)
- 1813 - Lorenzo Ranco, politico italiano († 1877)
- 1814 - Luigi Premazzi, pittore italiano († 1891)
- 1815 - Cesare Correnti, funzionario, patriota e politico italiano († 1888)
- 1816 - Hermann Hager, farmacista e scrittore tedesco († 1897)
- 1817 - Theodosius Harnack, teologo tedesco († 1889)
- 1819 - Francesca Schervier, religiosa tedesca († 1876)
- 1821 - Cesare Bonelli, politico e generale italiano († 1904)
- 1821 - Simon Hubert Carteret-Trécourt, generale francese († 1885)
- 1822 - William Nylander, botanico, micologo e entomologo finlandese († 1899)
- 1823 - Jacques-Nicolas Lemmens, compositore e organista belga († 1881)
- 1823 - Heinrich Gustav Reichenbach, botanico e ornitologo tedesco († 1889)
- 1823 - Robert Whitehead, inventore, ingegnere e imprenditore britannico († 1905)
- 1827 - Michel Rodange, scrittore e poeta lussemburghese († 1876)
- 1828 - Émile Bescherelle, botanico francese († 1903)
- 1829 - Konrad Duden, filologo, linguista e germanista tedesco († 1911)
- 1831 - Enrico Gamba, pittore italiano († 1883)
- 1831 - Savitribai Phule, poetessa, scrittrice e attivista indiana († 1897)
- 1832 - Claude Bufnoir, giurista francese († 1898)
- 1833 - William Alvord, politico e banchiere statunitense († 1904)
- 1833 - Thomas Scott, arciere statunitense († 1911)
- 1834 - Enrico Fano, politico italiano († 1899)
- 1835 - Luigi Toro, pittore e patriota italiano († 1900)
- 1836 - Sakamoto Ryōma, samurai giapponese († 1867)
- 1837 - Stefano Canzio, generale e politico italiano († 1909)
- 1838 - Henri Dupont, violinista, direttore d'orchestra e direttore artistico belga († 1899)
- 1839 - Febo Arcangeli, patriota e militare italiano († 1906)
- 1839 - Placido Fabris, patriota e assassino italiano († 1907)
- 1840 - Ludwig von Arco-Zinneberg, nobile, politico e filantropo tedesco († 1882)
- 1840 - Damiano de Veuster, presbitero e missionario belga († 1889)
- 1842 - Mark Guy Pearse, predicatore e scrittore inglese († 1930)
- 1843 - Elzéar Abeille de Perrin, entomologo francese († 1910)
- 1847 - Ettore Marchiafava, medico italiano († 1935)
- 1848 - Ippolito Niccolini, politico e imprenditore italiano († 1919)
- 1849 - Émile-Joseph Carlier, scultore francese († 1927)
- 1849 - Cammillo Lelli, politico italiano († 1938)
- 1849 - Massimiliano Massimo, gesuita italiano († 1911)
- 1849 - Carl Wuttke, pittore tedesco († 1927)
- 1850 - Eugène-Jacques Grellier, arcivescovo cattolico francese († 1939)
- 1851 - Viggo Johansen, pittore danese († 1935)
- 1852 - Germano Muʿaqqad, arcivescovo cattolico siriano († 1912)
- 1853 - Gabrielle Hébert, fotografa francese († 1934)
- 1855 - John McKenna, imprenditore, allenatore di calcio e rugbista a 15 irlandese († 1936)
- 1855 - Meta von Salis, attivista e storica svizzera († 1929)
- 1859 - Carlo Sanna, generale e politico italiano († 1928)
- 1860 - Nathan Edwin Brill, medico statunitense († 1925)
- 1860 - Katō Takaaki, politico giapponese († 1926)
- 1860 - Sybil Grey, soprano e attrice teatrale britannico († 1939)
- 1861 - William Renshaw, tennista britannico († 1904)
- 1861 - Ernest Renshaw, tennista britannico († 1899)
- 1861 - John Yates, calciatore inglese († 1917)
- 1862 - Max Littmann, architetto tedesco († 1931)
- 1864 - Ernst Klimt, pittore austriaco († 1892)
- 1865 - Felix Funke, militare tedesco († 1932)
- 1865 - Henry Lytton, attore e cantante britannico († 1936)
- 1867 - Vittorio Ducrot, imprenditore, designer e politico italiano († 1942)
- 1868 - Franz Cumont, filologo classico e storico belga († 1947)
- 1869 - Paul Landormy, musicologo francese († 1943)
- 1869 - Charles-Gaston Levadé, compositore francese († 1948)
- 1870 - Henry Handel Richardson, scrittrice australiana († 1946)
- 1870 - László Hegedűs, pittore ungherese († 1911)
- 1871 - George Hamilton-Gordon, II barone Stanmore, politico scozzese († 1957)
- 1871 - Daniel Alomía Robles, compositore e etnomusicologo peruviano († 1942)
- 1872 - John Patterson, fisico e meteorologo canadese († 1956)
- 1873 - Adolfo Levier, pittore italiano († 1953)
- 1874 - Serafino Giannelli, politico italiano († 1962)
- 1874 - Frank Newton, golfista statunitense († 1946)
- 1874 - Stephan Petróczy, militare e pioniere dell'aviazione austro-ungarico († 1957)
- 1875 - Alexandros Diomidis, politico e economista greco († 1950)
- 1875 - Luigi Gatti, imprenditore italiano († 1912)
- 1876 - Fred Huseman, lottatore statunitense († 1940)
- 1876 - Wilhelm Pieck, politico tedesco († 1960)
- 1877 - Josephine Hull, attrice statunitense († 1957)
- 1877 - Giovanni Treccani, imprenditore e editore italiano († 1961)
- 1877 - Corrado Zoli, giornalista, scrittore e diplomatico italiano († 1951)
- 1878 - Filippo Amantea Mannelli, poeta, giurista e filosofo italiano († 1964)
- 1878 - Laurenzio Laurenzi, pittore e incisore italiano († 1946)
- 1879 - Ralph Vary Chamberlin, zoologo e aracnologo statunitense († 1967)
- 1879 - Grace Anna Coolidge, first lady statunitense († 1957)
- 1880 - Mohammed Alim Khan, sovrano uzbeko († 1944)
- 1880 - Adelina Magnetti, attrice italiana († 1963)
- 1880 - Sebastiano Nicastro, archivista italiano († 1923)
- 1882 - David Adler, architetto statunitense († 1949)
- 1882 - Alberto De Martino, politico italiano († 1956)
- 1883 - Clement Attlee, politico e militare britannico († 1967)
- 1883 - Duncan Gillis, martellista, discobolo e lottatore canadese († 1963)
- 1883 - Fortunato Messa, politico e avvocato italiano († 1963)
- 1883 - Austin Roberts, zoologo sudafricano († 1948)
- 1883 - Sylvie, attrice francese († 1970)
- 1884 - Ettore Cozzani, scrittore, poeta e editore italiano († 1971)
- 1884 - Angelo Delfino, imprenditore italiano († 1959)
- 1884 - Romolo Quazza, storico italiano († 1961)
- 1885 - Fernand Desrousseaux, calciatore francese († 1956)
- 1885 - Harry Elkins Widener, imprenditore statunitense († 1912)
- 1885 - Anna Lesznai, poetessa, pittrice e illustratrice ungherese († 1966)
- 1886 - Luigi Cavasonza, calciatore italiano († 1979)
- 1886 - John Gould Fletcher, poeta statunitense († 1950)
- 1886 - Giacomo Minerbi, medico italiano († 1930)
- 1886 - Grigorij Nikolaevič Neujmin, astronomo russo († 1946)
- 1886 - Concetto Pettinato, giornalista e saggista italiano († 1975)
- 1887 - Nicolás Fasolino, cardinale e arcivescovo cattolico argentino († 1969)
- 1887 - Andrej Gromov, attore e regista russo († 1922)
- 1887 - August Macke, pittore tedesco († 1914)
- 1887 - Helen Parkhurst, pedagogista e educatrice statunitense († 1973)
- 1888 - Charles Ackerly, lottatore statunitense († 1982)
- 1888 - Giulio Bemporad, astronomo e matematico italiano († 1945)
- 1888 - Arthur Berry, calciatore inglese († 1953)
- 1888 - James Bridie, scrittore e drammaturgo scozzese († 1951)
- 1888 - Fritz-Hubert Gräser, generale tedesco († 1960)
- 1888 - Herbert Stanley Morrison, politico britannico († 1965)
- 1888 - George B. Seitz, regista, attore e sceneggiatore statunitense († 1944)
- 1888 - Nils Silfverskiöld, ginnasta svedese († 1957)
- 1888 - Hermine Stindt, nuotatrice tedesca († 1974)
- 1889 - Crivel, cantante italiano († 1960)
- 1889 - Robert M. Haas, scenografo statunitense († 1962)
- 1890 - Paul Durin, ginnasta francese († 1953)
- 1890 - Eddie Gribbon, attore statunitense († 1965)
- 1890 - Étienne Jourde, calciatore francese († 1921)
- 1890 - Bruno Kastner, attore tedesco († 1932)
- 1890 - Joachim von Kortzfleisch, generale tedesco († 1945)
- 1891 - Federigo Angeli, pittore italiano († 1952)
- 1891 - Horace Barnes, calciatore inglese († 1961)
- 1891 - Alfred Brinckmann, scacchista tedesco († 1967)
- 1891 - Virgilio Fossati, calciatore e allenatore di calcio italiano († 1916)
- 1891 - Augusto Novaro, compositore e teorico musicale messicano († 1960)
- 1891 - Carlo Salamano, pilota automobilistico italiano († 1969)
- 1892 - Zoltán Blum, calciatore ungherese († 1959)
- 1892 - Reginald Potts, ginnasta britannico († 1968)
- 1892 - J. R. R. Tolkien, scrittore, filologo e glottoteta britannico († 1973)
- 1892 - Elio Zorzi, giornalista italiano († 1955)
- 1893 - Pierre Drieu La Rochelle, scrittore, saggista e poeta francese († 1945)
- 1893 - Rufus King, scrittore statunitense († 1966)
- 1893 - Ernesto Montù, ingegnere e inventore italiano († 1981)
- 1893 - Heinrich Träg, calciatore tedesco († 1976)
- 1894 - ZaSu Pitts, attrice statunitense († 1963)
- 1895 - Giovanni De Alessandri, militare italiano († 1937)
- 1895 - Borys Ljatošyns'kyj, direttore d'orchestra e compositore ucraino († 1968)
- 1895 - Alma Taylor, attrice inglese († 1974)
- 1896 - Manlio Giarrizzo, pittore italiano († 1957)
- 1896 - Jay L. Lush, genetista statunitense († 1982)
- 1896 - Bill Rawlings, calciatore inglese († 1972)
- 1896 - William Watson, regista e sceneggiatore canadese († 1967)
- 1896 - Berta Zahourek, nuotatrice austriaca († 1967)
- 1897 - Dorothy Arzner, regista, montatrice e sceneggiatrice statunitense († 1979)
- 1897 - Marion Davies, attrice statunitense († 1961)
- 1897 - Bartolomeo Grassa, partigiano italiano († 1943)
- 1897 - Arthur Hübscher, filosofo e filologo tedesco († 1985)
- 1897 - Pola Negri, attrice, cantante e ballerina polacca († 1987)
- 1898 - John Loder, attore britannico († 1988)
- 1898 - Luigi Lombardi, generale e funzionario italiano († 1992)
- 1898 - Falcone Lucifero, politico italiano († 1997)
- 1898 - Eugenio Montesinos, calciatore spagnolo († 1970)
- 1899 - Antonio Costantini, politico italiano († 1969)
- 1899 - Karl Diebitsch, artista e militare tedesco († 1985)
- 1899 - Pëtr Grigor'ev, calciatore sovietico († 1942)
- 1899 - Georges Hourdin, giornalista e saggista francese († 1999)
- 1899 - Giorgio Mastino Del Rio, avvocato e politico italiano († 1969)
- 1899 - Bernardo Ortiz de Montellano, poeta, drammaturgo e saggista messicano († 1949)
- 1899 - Ferruccio Pergolesi, giurista italiano († 1974)
- 1900 - Robert Adair, attore statunitense († 1954)
- 1900 - Amerigo Canegrati, pittore italiano († 1938)
- 1900 - Marcel Gobillot, ciclista su strada francese († 1981)
- 1900 - Erik Husted, hockeista su prato danese († 1988)

## XX secolo(976)
- 1901 - Walter Joachim, calciatore austriaco († 1976)
- 1901 - Francesco Mottola, presbitero italiano († 1969)
- 1901 - Ngô Đình Diệm, politico vietnamita († 1963)
- 1901 - Eric Voegelin, filosofo, politologo e storico tedesco († 1985)
- 1902 - Umberto Barbaro, critico cinematografico, sceneggiatore e regista italiano († 1959)
- 1902 - Giuseppe Burei, aviatore italiano († 1938)
- 1902 - Tommaso Dal Molin, militare e aviatore italiano († 1930)
- 1902 - Ernest Hart, calciatore inglese († 1954)
- 1903 - Mario Angelucci, politico italiano († 1965)
- 1903 - Charles Foulkes, generale canadese († 1969)
- 1903 - Jaipal Singh, hockeista su prato e politico indiano († 1970)
- 1904 - Boris Kochno, poeta, librettista e sceneggiatore russo († 1990)
- 1904 - Alexandru Popişteanu, militare e aviatore rumeno († 1941)
- 1905 - Luigi Angrisani, politico e medico italiano († 1978)
- 1905 - Dante Giacosa, ingegnere e designer italiano († 1996)
- 1905 - Luisa Carnés, scrittrice e giornalista spagnola († 1964)
- 1905 - Nobuhito, principe Takamatsu, principe e militare giapponese († 1987)
- 1905 - Arturo Tanesini, ingegnere, alpinista e saggista italiano († 1982)
- 1905 - Anna May Wong, attrice statunitense († 1961)
- 1906 - Roman Brandstaetter, scrittore polacco († 1987)
- 1906 - Óscar Domínguez, pittore spagnolo († 1957)
- 1906 - Lothar König, presbitero e filosofo tedesco († 1946)
- 1906 - William W. Morgan, astronomo e astrofisico statunitense († 1994)
- 1906 - Aleksej Grigor'evič Stachanov, operaio e politico sovietico († 1977)
- 1906 - Shirō Toyoda, regista e sceneggiatore giapponese († 1977)
- 1907 - Venceslao Clarís Vilaregut, religioso spagnolo († 1936)
- 1907 - Jacques Godechot, storico francese († 1989)
- 1907 - Ray Milland, attore e regista gallese († 1986)
- 1907 - Josef Spacil, militare tedesco († 1967)
- 1908 - Dorothea Wieck, attrice tedesca († 1986)
- 1909 - Georges Bergé, generale francese († 1997)
- 1909 - Victor Borge, musicista e comico danese († 2000)
- 1909 - Siegfried Engel, militare e criminale tedesco († 2006)
- 1909 - Lou Marcelle, attore e doppiatore statunitense († 1994)
- 1909 - Gilberto Mazzi, cantante e attore italiano († 1978)
- 1909 - Ferdinando Santagostino, calciatore italiano († 1991)
- 1909 - Bonifacio Smerzi, calciatore italiano († 1988)
- 1909 - Teseo Tesei, militare e inventore italiano († 1941)
- 1910 - John Sturges, regista, montatore e produttore cinematografico statunitense († 1992)
- 1911 - Tian Fang, attore cinese († 1974)
- 1912 - Tibor Berczelly, schermidore ungherese († 1990)
- 1912 - Pierino Bonfanti, calciatore italiano
- 1912 - Federico Borrell García, anarchico spagnolo († 1936)
- 1912 - Robert Flemyng, attore britannico († 1995)
- 1912 - Edward S. Kennedy, storico della scienza statunitense († 2009)
- 1912 - Ismail Rafaat, calciatore egiziano († 2004)
- 1912 - John R. Ragazzini, ingegnere statunitense († 1988)
- 1913 - Giuseppe Bonomi, allenatore di calcio e calciatore italiano († 1992)
- 1913 - Erich Koschik, canoista tedesco († 1985)
- 1914 - Ettore Gallo, partigiano e giurista italiano († 2001)
- 1914 - John Stacy, attore australiano († 1988)
- 1914 - Adelaide d'Asburgo-Lorena, principessa austriaca († 1971)
- 1915 - Chetan Anand, regista indiano († 1997)
- 1915 - Pietro Bazan, calciatore e allenatore di calcio italiano († 1974)
- 1915 - Luigi Bulferetti, storico italiano († 1992)
- 1915 - François Daumas, egittologo francese († 1984)
- 1915 - Jack Levine, pittore e incisore statunitense († 2010)
- 1915 - Mady Rahl, attrice tedesca († 2009)
- 1916 - Alfredo Bravi, presbitero e compositore italiano († 2001)
- 1916 - Ettore Maria Fizzarotti, regista italiano († 1985)
- 1916 - Betty Furness, attrice statunitense († 1994)
- 1916 - Bernard Greenhouse, violoncellista statunitense († 2011)
- 1916 - Jake Pelkington, cestista statunitense († 1982)
- 1916 - Erik Ågren, pugile svedese († 1985)
- 1917 - Pierre Dervaux, direttore d'orchestra e compositore francese († 1992)
- 1917 - Gino Merlo, calciatore italiano († 2005)
- 1917 - Albert Mol, attore, ballerino e scrittore olandese († 2004)
- 1917 - Bianca Penco, letterata italiana († 2015)
- 1917 - Dick Schulz, cestista statunitense († 1998)
- 1917 - Vernon A. Walters, diplomatico e generale statunitense († 2002)
- 1917 - Jesse White, attore statunitense († 1997)
- 1918 - Pëtr Nilovič Demičev, politico sovietico († 2010)
- 1918 - Gaetano Tanzi, pittore italiano († 2017)
- 1919 - Dorothy Morrison, attrice statunitense († 2017)
- 1920 - Siegfried Buback, magistrato tedesco († 1977)
- 1920 - Renato Carosone, cantautore, pianista e direttore d'orchestra italiano († 2001)
- 1920 - Pietro De Dominicis, politico italiano († 1990)
- 1920 - Enzo Garavoglia, calciatore italiano († 1996)
- 1920 - Enzo Loni, calciatore italiano († 2008)
- 1920 - Paul Meehl, psicologo statunitense († 2003)
- 1921 - Herta Bothe, militare tedesca († 2000)
- 1921 - Henri Denis, presbitero e teologo francese († 2015)
- 1921 - Robert Lapoujade, regista, pittore e scrittore francese († 1993)
- 1921 - Gaspare Parvis, allenatore di calcio e calciatore italiano († 1991)
- 1921 - John Russell, attore e militare statunitense († 1991)
- 1922 - Dana Broccoli, attrice e scrittrice statunitense († 2004)
- 1922 - Angelo Destri, pittore italiano († 1985)
- 1922 - Filip Müller, scrittore slovacco († 2013)
- 1922 - Ágnes Nemes Nagy, poetessa, scrittrice e traduttrice ungherese († 1991)
- 1922 - Carlo Pischianz, calciatore italiano († 1979)
- 1922 - Bill Travers, attore britannico († 1994)
- 1923 - Renato Guatelli, partigiano italiano († 1944)
- 1923 - Marisa Maresca, showgirl e ballerina italiana († 1988)
- 1923 - Guy Mitchell, cestista statunitense († 1972)
- 1923 - Ferdinando Pastore, calciatore italiano († 2008)
- 1923 - Jacques Remlinger, militare e aviatore francese († 2002)
- 1923 - Hank Stram, allenatore di football americano statunitense († 2005)
- 1923 - Charles Tingwell, attore e regista australiano († 2009)
- 1924 - Renato Boragine, partigiano italiano († 1944)
- 1924 - Enzo Cozzolini, calciatore italiano († 1962)
- 1924 - Doug Ellis, imprenditore inglese († 2018)
- 1924 - André Franquin, fumettista belga († 1997)
- 1924 - Mario Gambazza, allenatore di calcio e calciatore italiano († 2008)
- 1924 - Ulyana Gromova, partigiana sovietica († 1943)
- 1924 - Gerardo Mazziotti, architetto italiano († 2022)
- 1924 - Fritz Nagy, cestista statunitense († 1989)
- 1924 - Gianni Nicoletti, francesista e traduttore italiano († 2007)
- 1924 - Donald Gordon Payne, scrittore britannico († 2018)
- 1924 - Nell Rankin, mezzosoprano statunitense († 2005)
- 1925 - Giuseppe Anatrelli, attore italiano († 1981)
- 1925 - Franco Andrei, attore italiano († 2012)
- 1925 - Aldo Florio, regista e sceneggiatore italiano († 2016)
- 1925 - Grigorij Mkrtyčan, hockeista su ghiaccio sovietico († 2003)
- 1926 - Aldo Attardi, giurista italiano († 2001)
- 1926 - Giuseppe Carrà, partigiano, sindacalista e politico italiano († 2012)
- 1926 - Giovanni D'Orio, ingegnere italiano († 2006)
- 1926 - Murray Dowey, hockeista su ghiaccio canadese († 2021)
- 1926 - Ninel' Krutova, ex tuffatrice sovietica
- 1926 - George Martin, produttore discografico, compositore e arrangiatore britannico († 2016)
- 1926 - Giuseppe Mascaro, politico italiano († 2012)
- 1926 - Kō Nakahira, regista giapponese († 1978)
- 1926 - Enzo Rosignoli, calciatore italiano († 2005)
- 1926 - Pablo Volta, fotografo italiano († 2011)
- 1927 - William Boyett, attore statunitense († 2004)
- 1927 - John Paul Scott, criminale statunitense († 1987)
- 1927 - Ivano Staccioli, attore italiano († 1995)
- 1928 - Frank Anderson, scacchista canadese († 1980)
- 1928 - Romano Magnaldi, partigiano italiano († 1945)
- 1929 - Lorenzo Bellomi, vescovo cattolico italiano († 1996)
- 1929 - Franco Cavallo, scrittore e poeta italiano († 2005)
- 1929 - Sergio Leone, regista, sceneggiatore e produttore cinematografico italiano († 1989)
- 1929 - Marilyn Lloyd, politica statunitense († 2018)
- 1929 - Gordon Moore, imprenditore e informatico statunitense († 2023)
- 1929 - Werner Otto, calciatore tedesco († 2025)
- 1930 - Ray Barra, ballerino, direttore artistico e coreografo statunitense († 2015)
- 1930 - Mara Corday, attrice, modella e showgirl statunitense († 2025)
- 1930 - Albino Crespi, ciclista su strada italiano († 1994)
- 1930 - Eddie Egan, attore statunitense († 1995)
- 1930 - Robert Loggia, attore statunitense († 2015)
- 1930 - Ahmed Osman, politico marocchino
- 1931 - Else Birkmose, pallamanista, allenatrice di pallamano e cestista danese († 1998)
- 1931 - Giovanni Battista Castiglioni, geografo italiano († 2018)
- 1931 - Massimo Krogh, avvocato italiano
- 1931 - Alberto Martini, storico dell'arte italiano († 1965)
- 1931 - George McLeod, cestista statunitense († 2023)
- 1931 - Viktor Nikiforov, hockeista su ghiaccio sovietico († 1989)
- 1931 - Antoine Pazur, calciatore francese († 2011)
- 1932 - Gualtiero Calboli, latinista e filologo classico italiano
- 1932 - Safia Chamia, cantante e attrice tunisina († 2004)
- 1932 - Dabney Coleman, attore statunitense († 2024)
- 1932 - Eeles Landström, politico e astista finlandese († 2022)
- 1932 - James Thomas McHugh, vescovo cattolico statunitense († 2000)
- 1932 - Don Peterman, direttore della fotografia statunitense († 2011)
- 1932 - Teodoro Petkoff, politico, giornalista e guerrigliero venezuelano († 2018)
- 1933 - Long Boret, politico cambogiano († 1975)
- 1933 - Ettore Caracciolo, psicologo italiano († 2011)
- 1933 - Tito Cortese, giornalista e conduttore televisivo italiano
- 1933 - Anya Linden, ex ballerina e filantropa britannica
- 1933 - Rolf Steiner, mercenario tedesco
- 1934 - Carla Anderson Hills, politica statunitense
- 1934 - Mario David, calciatore e allenatore di calcio italiano († 2005)
- 1934 - Marpessa Dawn, attrice statunitense († 2008)
- 1934 - Hitoshi Konno, ex cestista giapponese
- 1934 - Luigi Lunari, drammaturgo, traduttore e saggista italiano († 2019)
- 1934 - Salvatore Mazzaracchio, politico e giornalista italiano
- 1934 - Gražina Tulevičiūtė, cestista sovietica († 2014)
- 1935 - Kutlu Adalı, poeta e giornalista cipriota († 1996)
- 1935 - Florencio Amarilla, calciatore e attore paraguaiano († 2012)
- 1935 - Paolo Carile, francesista italiano
- 1935 - Mario Conti, calciatore italiano († 2020)
- 1935 - Friedhelm Fischerkeller, ciclista su strada e pistard tedesco († 2008)
- 1935 - Richard Karp, informatico statunitense
- 1935 - Jeremy Kemp, attore britannico († 2019)
- 1935 - Giovanni Lajolo, cardinale e arcivescovo cattolico italiano
- 1935 - Aurelio Misiti, politico italiano
- 1935 - Alfredo del Aguila, calciatore messicano († 2018)
- 1936 - Don Delaney, allenatore di pallacanestro e dirigente sportivo statunitense († 2011)
- 1936 - Gyula Marsovszky, pilota motociclistico ungherese († 2004)
- 1936 - Fulvio Varljen, calciatore e allenatore di calcio italiano († 2021)
- 1936 - Artur da Tavola, politico, scrittore e giornalista brasiliano († 2008)
- 1937 - René Aerts, ex cestista e allenatore di pallacanestro belga
- 1937 - Gernot Böhme, filosofo tedesco († 2022)
- 1937 - Rocco D'Amore, calciatore italiano († 2008)
- 1937 - Glen A. Larson, autore televisivo e produttore televisivo statunitense († 2014)
- 1937 - Nadia Lutfi, attrice egiziana († 2020)
- 1937 - Pietro Sgarlata, generale e dirigente sportivo italiano († 2019)
- 1937 - Rudolph Wurlitzer, romanziere e sceneggiatore statunitense
- 1937 - Anatolij Ėjramdžan, regista sovietico († 2014)
- 1938 - Ove Andersson, pilota di rally e dirigente sportivo svedese († 2008)
- 1938 - Fulvio Balatti, canottiere italiano († 2001)
- 1938 - Tom Bower, attore statunitense († 2024)
- 1938 - Robin Butler, funzionario inglese
- 1938 - Kel Carruthers, pilota motociclistico australiano
- 1938 - Antonio Mundo, politico italiano († 2024)
- 1938 - Yoshiko Satō, ex nuotatrice giapponese
- 1938 - Dan Vadis, attore e culturista statunitense († 1987)
- 1938 - Hubert Vogelsinger, allenatore di calcio e saggista austriaco († 2023)
- 1939 - Bobby Hull, hockeista su ghiaccio e allenatore di hockey su ghiaccio canadese († 2023)
- 1939 - Michel Siffre, geologo, speleologo e esploratore francese († 2024)
- 1940 - Alberto Almanza, cestista messicano († 2023)
- 1940 - Leo de Berardinis, attore teatrale, regista teatrale e drammaturgo italiano († 2008)
- 1940 - Tsutomu Hanahara, lottatore giapponese († 2024)
- 1940 - Achille Mazza, militare italiano († 1992)
- 1940 - Alberto Rendo, ex calciatore argentino
- 1940 - Thelma Schoonmaker, montatrice statunitense
- 1940 - Karl Skerlan, calciatore austriaco († 2017)
- 1940 - Douglas Day Stewart, sceneggiatore e regista statunitense
- 1940 - Guido Vicentini, sindacalista e politico italiano
- 1941 - Leone Delfino, politico italiano
- 1941 - Derrick O'Connor, attore irlandese († 2018)
- 1941 - Alberto Ramírez, ex calciatore peruviano
- 1941 - Iwona Śledzińska-Katarasińska, giornalista e politica polacca († 2024)
- 1942 - Donna Axum, modella statunitense († 2018)
- 1942 - Alessandro Cocco, personaggio televisivo italiano († 2020)
- 1942 - Lucio Comar, pittore italiano († 2014)
- 1942 - Pasquale Giuliano, magistrato e politico italiano
- 1942 - Dušan Kováč, storico e scrittore slovacco
- 1942 - Igor Oleszkiewicz, ex cestista polacco
- 1942 - Giuseppe Pisante, imprenditore italiano († 2009)
- 1942 - László Sólyom, politico ungherese († 2023)
- 1942 - John Thaw, attore inglese († 2002)
- 1942 - Danièle Thompson, sceneggiatrice e regista francese
- 1943 - Ciriaco Benavente Mateos, vescovo cattolico spagnolo
- 1943 - Joe Grima, ex calciatore maltese
- 1943 - Brian Hopper, chitarrista, cantante e sassofonista inglese
- 1943 - Gian Mario Maulo, politico italiano († 2014)
- 1943 - Mouloud Hamrouche, politico algerino
- 1943 - Vincenzo Musardo, artista, pittore e scultore italiano († 2021)
- 1943 - Van Dyke Parks, compositore, arrangiatore e cantautore statunitense
- 1943 - Michael Zager, compositore, arrangiatore e musicista statunitense
- 1944 - Alexander Bandl, ex calciatore austriaco
- 1944 - Ramiro Blacut, calciatore e allenatore di calcio boliviano († 2024)
- 1944 - Pasquale Di Giovanni, ex calciatore italiano
- 1944 - Raewyn Connell, sociologa australiana
- 1944 - Ottavio Rossani, giornalista e poeta italiano
- 1944 - Chris von Saltza, ex nuotatrice statunitense
- 1945 - Andreas Assiōtīs, ex calciatore cipriota
- 1945 - Wade Bell, mezzofondista statunitense († 2024)
- 1945 - Réal Lemieux, hockeista su ghiaccio canadese († 1975)
- 1945 - Carlo Marangon, musicista, compositore e cantautore italiano († 1989)
- 1945 - Stephen Stills, cantautore, chitarrista e polistrumentista statunitense
- 1946 - Rodolfo Cetoloni, vescovo cattolico italiano
- 1946 - Terry Deary, scrittore britannico
- 1946 - Monica Giorgi, ex tennista e saggista italiana
- 1946 - Mick Hopkins, chitarrista britannico
- 1946 - John Paul Jones, polistrumentista e compositore britannico
- 1946 - Tadeusz Kondrusiewicz, arcivescovo cattolico bielorusso
- 1946 - Michalīs Krītikopoulos, calciatore greco († 2002)
- 1946 - Bobby Lloyd, ex cestista statunitense
- 1946 - Don May, ex cestista statunitense
- 1946 - Olivia Molina, cantante tedesca
- 1946 - James Mtume, percussionista statunitense († 2022)
- 1946 - Corrado Nastasio, ex calciatore italiano
- 1946 - Antonino Rotolo, mafioso italiano
- 1946 - Xi Enting, tennistavolista cinese († 2019)
- 1947 - Patricia Anthony, scrittrice statunitense († 2013)
- 1947 - Tamara Baroni, attrice e modella italiana († 2022)
- 1947 - Vittorio Boschet, giocatore di curling italiano
- 1947 - Miroslav Bošković, calciatore serbo († 2023)
- 1947 - Roberto Car, fisico italiano
- 1947 - Pier Lorenzo Clataud, ex sciatore alpino italiano
- 1947 - Fran Cotton, rugbista a 15, dirigente sportivo e imprenditore britannico
- 1947 - Mihal Gjika, ex calciatore albanese
- 1947 - Steve Inwood, attore statunitense († 2025)
- 1947 - Carla Tatò, attrice italiana
- 1948 - Angelo Marcello Anile, matematico e fisico italiano († 2007)
- 1948 - Aniello Cimitile, politico e ingegnere italiano
- 1948 - Fabrizio Del Noce, dirigente pubblico, giornalista e ex politico italiano
- 1948 - Salvatore Esposito, allenatore di calcio e ex calciatore italiano
- 1948 - Giuliano Fontana, ex ciclista su strada italiano
- 1948 - Manfred Kokot, ex velocista tedesco
- 1948 - David Lloyd, ex tennista britannico
- 1948 - Donato Negro, arcivescovo cattolico italiano
- 1948 - Antonio Pezzella, politico italiano († 2009)
- 1948 - Gaspare Umile, calciatore italiano († 2001)
- 1948 - Marco Vannini, filosofo, storico della filosofia e traduttore italiano
- 1948 - Francis Wurtz, politico francese
- 1949 - Rafael Jaén Rodríguez, ex calciatore spagnolo
- 1949 - Marc Porel, attore francese († 1983)
- 1949 - Vincenzo Vinciguerra, terrorista e scrittore italiano
- 1950 - Noelia Afonso, modella spagnola
- 1950 - Giovanni Bellini, politico italiano
- 1950 - Faouzi Benzarti, allenatore di calcio e ex calciatore tunisino
- 1950 - Álvaro Betancur, ex tennista colombiano
- 1950 - John Carenza, calciatore statunitense († 2023)
- 1950 - Francesco Correggia, artista e scrittore italiano
- 1950 - Massimiliano De Seneen, politico italiano
- 1950 - Olivier Greif, compositore francese († 2000)
- 1950 - Evgenij Kovalenko, ex cestista e allenatore di pallacanestro sovietico
- 1950 - Claudio Mistrangelo, allenatore di pallanuoto e ex pallanuotista italiano
- 1950 - Victoria Principal, attrice, scrittrice e produttrice cinematografica statunitense
- 1950 - Vesna Vulović, attivista serba († 2016)
- 1951 - Carlos Barisio, calciatore argentino († 2020)
- 1951 - Ken Bruen, scrittore irlandese († 2025)
- 1951 - David Buckingham, ex calciatore maltese
- 1951 - Jan Sigurd Ervik, ex calciatore norvegese
- 1951 - Kenny Hibbitt, ex calciatore inglese
- 1951 - Rosa Montero, scrittrice e giornalista spagnola
- 1951 - Baldev Singh, ex cestista indiano
- 1951 - Maria Teresa Torti, sociologa italiana († 2001)
- 1952 - Esperanza Aguirre, politica spagnola
- 1952 - Odd Berg, allenatore di calcio e ex calciatore norvegese
- 1952 - Grzegorz Cziura, sollevatore polacco († 2004)
- 1952 - Gianfranco Fini, politico italiano
- 1952 - Susan Hagey, ex tennista belga
- 1952 - Bob O'Leary, calciatore statunitense († 1993)
- 1952 - Jim Ross, personaggio televisivo statunitense
- 1953 - Vittorio Algeri, dirigente sportivo, ex ciclista su strada e pistard italiano
- 1953 - Giovanni Barbagallo, politico italiano
- 1953 - Mehdi Cerbah, allenatore di calcio e calciatore algerino († 2021)
- 1953 - Enzo Ferrero, ex calciatore spagnolo
- 1953 - Ernie Jones, ex giocatore di football americano statunitense
- 1953 - Kiyohide Kuwata, ex cestista e allenatore di pallacanestro giapponese
- 1953 - Angelo Parisi, ex judoka italiano
- 1953 - Enzo Savarese, politico italiano
- 1953 - Peter John Taylor, allenatore di calcio e ex calciatore inglese
- 1953 - Mohammed Waheed Hassan, politico maldiviano
- 1954 - Gabriele Adinolfi, politico, giornalista e scrittore italiano
- 1954 - Abdulaziz Al-Anberi, ex calciatore kuwaitiano
- 1954 - Mariateresa Di Lascia, politica e scrittrice italiana († 1994)
- 1954 - Ross the Boss, chitarrista statunitense
- 1954 - Ned Lamont, politico statunitense
- 1954 - Erik Larson, scrittore statunitense
- 1954 - Maria Pinnone, modella italiana († 1993)
- 1954 - Mitchell Plaat, ex cestista olandese
- 1954 - Nermedin Selimov, ex lottatore bulgaro
- 1954 - Mel Tomlinson, ballerino e coreografo statunitense († 2019)
- 1955 - Vittorio Aliprandi, politico italiano
- 1955 - Gaspare Antonio Marinello, politico italiano
- 1955 - Vadim Pavlenko, calciatore sovietico († 2000)
- 1955 - Michel Salesse, ex schermidore francese
- 1955 - Nikolaj Soloduchin, ex judoka sovietico
- 1956 - Marco Buscarini, rugbista a 15 italiano († 2010)
- 1956 - Guido De Martini, politico italiano
- 1956 - Gioele Dix, attore, comico e cabarettista italiano
- 1956 - Maria Gloria Giani, imprenditrice italiana
- 1956 - Mel Gibson, attore, produttore cinematografico e produttore televisivo statunitense
- 1956 - Todorka Jordanova, ex cestista bulgara
- 1956 - Gino Lori, ex ciclista su strada italiano
- 1956 - Wally Nightingale, chitarrista inglese († 1996)
- 1956 - Guy Ryder, diplomatico e sindacalista britannico
- 1956 - Claudio Savini, ex ciclista su strada italiano
- 1956 - Tomiko Suzuki, doppiatrice giapponese († 2003)
- 1957 - Daniele Barbieri, semiologo e saggista italiano
- 1957 - Frank Dicopoulos, attore televisivo statunitense
- 1957 - John Flack, politico britannico
- 1957 - Ezio Guaitamacchi, giornalista, scrittore e musicista italiano
- 1957 - Pap Khouma, scrittore e giornalista senegalese
- 1957 - Bojan Križaj, ex sciatore alpino sloveno
- 1957 - Paul Mokeski, ex cestista, allenatore di pallacanestro e dirigente sportivo statunitense
- 1957 - Boris Romanovič Rotenberg, imprenditore russo
- 1958 - Massimo Chiesa, dirigente d'azienda e ex arbitro di calcio italiano
- 1958 - Simon Greenall, attore e sceneggiatore britannico
- 1958 - Hans Herman Henriksen, ex calciatore norvegese
- 1958 - Jānis Ķipurs, ex bobbista lettone
- 1958 - Riccardo Magherini, attore, regista e drammaturgo italiano
- 1958 - Liliana Mammina, ex calciatrice italiana
- 1958 - Jorge Carlos Patrón Wong, arcivescovo cattolico messicano
- 1958 - Lucio Solazzi, allenatore di calcio a 5 e dirigente sportivo italiano
- 1958 - Jill Wahlqvist, ex sciatrice alpina svedese
- 1959 - Alessandro Andrei, ex pesista italiano
- 1959 - Wayne Carroll, ex cestista australiano
- 1959 - Moreno Guizzo, disc jockey italiano († 2017)
- 1959 - Óscar Herrera, calciatore cileno († 2015)
- 1959 - Fëdor Nikolaevič Jurčichin, cosmonauta russo
- 1959 - Vincent Riotta, attore britannico
- 1959 - Stefano Tosi, cantautore italiano
- 1960 - Peter Boettke, economista statunitense
- 1960 - Giacomo De Cerce, judoka italiano
- 1960 - Dario Lo Bosco, dirigente d'azienda italiano
- 1960 - Matthew Man-Oso Ndagoso, arcivescovo cattolico nigeriano
- 1960 - Gianmarco Mancini, politico italiano
- 1960 - Paolo Nucci, oculista italiano
- 1960 - Francis Tolentino, politico filippino
- 1960 - Matjaž Tovornik, ex cestista e allenatore di pallacanestro sloveno
- 1960 - Washington César Santos, calciatore brasiliano († 2014)
- 1960 - Gert Weil, ex pesista cileno
- 1961 - Dominique Bijotat, allenatore di calcio e ex calciatore francese
- 1961 - Lynn Hill, arrampicatrice statunitense
- 1961 - Álvaro Magalhães, allenatore di calcio e ex calciatore portoghese
- 1961 - Masayuki, animatore e character designer giapponese
- 1961 - Walter Obert, autore di giochi italiano
- 1961 - Vladimir Potanin, imprenditore russo
- 1961 - Martín Rejtman, regista e sceneggiatore argentino
- 1961 - Ruggero Verroca, ex canottiere italiano
- 1962 - Albano Canazza, calciatore italiano († 2000)
- 1962 - Carola Cicconetti, maestra di scherma e ex schermitrice italiana
- 1962 - Darren Daulton, giocatore di baseball statunitense († 2017)
- 1962 - Gavin Hastings, ex rugbista a 15 e ex giocatore di football americano britannico
- 1962 - Manolo Lama, giornalista spagnolo
- 1962 - Serafino Parisi, vescovo cattolico italiano
- 1962 - Guy Pratt, bassista e compositore britannico
- 1962 - Alfred Runggaldier, fondista italiano
- 1963 - Kamel Adjas, ex calciatore algerino
- 1963 - Gavril Balint, allenatore di calcio e ex calciatore rumeno
- 1963 - David Gobedžišvili, ex lottatore georgiano
- 1963 - Vic Grimes, wrestler statunitense
- 1963 - Larisa Moskalenko, ex velista sovietica
- 1963 - New Jack, wrestler statunitense († 2021)
- 1963 - Julio Pereyra, cestista e allenatore di pallacanestro uruguaiano († 2016)
- 1963 - Roberto Traversini, politico lussemburghese
- 1963 - Alex Wheatle, scrittore britannico († 2025)
- 1964 - Clara Aguilera, politica spagnola
- 1964 - Julian Leow Beng Kim, arcivescovo cattolico malese
- 1964 - Roberto Cravero, dirigente sportivo e ex calciatore italiano
- 1964 - Pascal Jaccard, ex ciclista su strada svizzero
- 1964 - Buck Johnson, cestista statunitense
- 1964 - Li Rong Mei, artista marziale cinese
- 1964 - Cheryl Miller, ex cestista e allenatrice di pallacanestro statunitense
- 1964 - Daniele Scarpa, ex canoista italiano
- 1964 - Bruce LaBruce, artista, regista e scrittore canadese
- 1964 - Zhao Faqing, allenatore di calcio e ex calciatore cinese
- 1965 - Jens Albinus, attore e regista danese
- 1965 - Volker Framenau, aracnologo e entomologo australiano
- 1965 - Francisco Higuera, ex calciatore spagnolo
- 1965 - Peter Landesman, regista, sceneggiatore e produttore cinematografico statunitense
- 1965 - Lee Min-hyeon, ex cestista sudcoreano
- 1965 - Óscar Moglia de Pazos, ex cestista uruguaiano
- 1965 - José Antonio Montero, ex cestista spagnolo
- 1965 - Andrea Paulgross, dirigente sportivo e cavaliere italiano
- 1965 - Ricardo Prado, ex nuotatore brasiliano
- 1966 - Saleh Al-Saleh, ex calciatore saudita
- 1966 - Marcelino Blanco, ex calciatore paraguaiano
- 1966 - Alessio Brogi, ex calciatore italiano
- 1966 - Christophe Castaner, politico francese
- 1966 - Martin Galway, compositore nordirlandese
- 1966 - Mauro Mantovani, presbitero e filosofo italiano
- 1966 - Emanuela Navarretta, giurista italiana
- 1966 - Alessandro Toti, allenatore di calcio e ex calciatore italiano
- 1966 - Nicoletta Tozzi, ex mezzofondista italiana
- 1966 - Emanuela Trixie Zitkowsky, scenografa italiana
- 1967 - Sergej Bobrov, regista russo
- 1967 - Magnus Gustafsson, ex tennista svedese
- 1967 - Sabine Huth, giocatrice di curling tedesca
- 1967 - Larisa Korotkevič, ex discobola russa
- 1967 - Lee Eun-chul, ex tiratore a segno sudcoreano
- 1967 - Stephan Luder, giocatore di curling svizzero
- 1967 - Mariangela Matera, politica italiana
- 1967 - Fabio Tricoli, giornalista italiano
- 1968 - Kelly Boucher, ex cestista canadese
- 1968 - Kent Carlsson, ex tennista svedese
- 1968 - Giovanna Carollo, giornalista e conduttrice televisiva italiana
- 1968 - Ennio Falco, tiratore a volo italiano
- 1968 - Lars Sørensen, ex nuotatore danese
- 1968 - José Carlos de Souza Campos, arcivescovo cattolico brasiliano
- 1969 - John Ales, attore statunitense
- 1969 - Reuven Atar, allenatore di calcio e ex calciatore israeliano
- 1969 - Alex Busuttil, ex calciatore maltese
- 1969 - James Carter, sassofonista statunitense
- 1969 - Marie Darrieussecq, scrittrice francese
- 1969 - Philippe Dean, ex attore pornografico francese
- 1969 - Jay Edwards, ex cestista statunitense
- 1969 - Oliver Janich, giornalista, scrittore e politico tedesco
- 1969 - Jarmo Lehtinen, copilota di rally finlandese
- 1969 - Matheus Nachtergaele, attore brasiliano
- 1969 - Alex Rossi, cantautore francese
- 1969 - Michael Schumacher, ex pilota automobilistico tedesco
- 1969 - Gerda Weissensteiner, ex slittinista e ex bobbista italiana
- 1969 - Steve Wiebe, videogiocatore statunitense
- 1969 - Wiesław Śmigiel, arcivescovo cattolico polacco
- 1970 - Claude Devèze, allenatore di hockey su ghiaccio e ex hockeista su ghiaccio canadese
- 1970 - Tony Farmer, ex cestista statunitense
- 1970 - Álvaro González de Galdeano, dirigente sportivo e ex ciclista su strada spagnolo
- 1970 - Hu Weidong, ex cestista e allenatore di pallacanestro cinese
- 1970 - Claudio Mascheretti, dirigente sportivo e ex calciatore italiano
- 1970 - Ol'ga Mostepanova, ex ginnasta sovietica
- 1970 - Gbenga Olonisakin, ex calciatore e ex giocatore di calcio a 5 nigeriano
- 1970 - Matt Ross, attore, regista e sceneggiatore statunitense
- 1971 - Salama Ahmed, ex giocatore di calcio a 5 egiziano
- 1971 - Sarah Alexander, attrice britannica
- 1971 - Isabelle Charest, ex pattinatrice di short track canadese
- 1971 - Patricia Djaté, ex mezzofondista francese
- 1971 - Iván Espinosa de los Monteros, politico spagnolo
- 1971 - Boštjan Ratković, ex calciatore sloveno
- 1971 - Anthony Reed, ex cestista statunitense
- 1971 - Marc Veasey, politico statunitense
- 1971 - Sanja Vesel, ex cestista jugoslava
- 1972 - Silvia Boschero, giornalista e conduttrice radiofonica italiana
- 1972 - Alioum Boukar, ex calciatore camerunese
- 1972 - Deborah Carter, ex cestista statunitense
- 1972 - Giuseppe Falco, cestista italiano († 2024)
- 1972 - Kurt Hector, allenatore di calcio dominicense († 2013)
- 1972 - Charles Johnson, giocatore di football americano statunitense († 2022)
- 1972 - Alisha Klass, ex attrice pornografica statunitense
- 1972 - Vladimir Kokol, ex calciatore sloveno
- 1972 - Manuel Martínez Iñiguez, ex calciatore messicano
- 1972 - Miloud Oukili, artista francese
- 1972 - Kevin Puts, compositore statunitense
- 1972 - Francesc Solana, ex cestista spagnolo
- 1972 - Inez Turner, ex velocista e mezzofondista giamaicana
- 1973 - Al'bert Borzenkov, ex calciatore e allenatore di calcio russo
- 1973 - Guido Caprino, attore e ex modello italiano
- 1973 - Patrizio Fimiani, ex calciatore italiano
- 1973 - Dan Harmon, sceneggiatore, attore e regista statunitense
- 1973 - Carlos Nicola, ex calciatore uruguaiano
- 1973 - Giuliano Peparini, ballerino, regista teatrale e coreografo italiano
- 1973 - Vuk Rašović, allenatore di calcio e ex calciatore serbo
- 1973 - Maximiliano Reale, ex cestista argentino
- 1973 - Daniel Romero, ex cestista spagnolo
- 1973 - Niklas Sundblad, allenatore di hockey su ghiaccio e ex hockeista su ghiaccio svedese
- 1973 - Pablo Sánchez, allenatore di calcio e ex calciatore argentino
- 1973 - Frank Tønnesen, ex calciatore norvegese
- 1973 - Michail Zarickij, ex calciatore russo
- 1973 - Jaroslav Švach, calciatore ceco († 2020)
- 1974 - Davide Ancilotto, cestista italiano († 1997)
- 1974 - Kentarō Itō, doppiatore giapponese
- 1974 - Allan Joensen, ex calciatore faroese
- 1974 - Katie Porter, politica statunitense
- 1974 - MV Bill, rapper, attore e scrittore brasiliano
- 1974 - Alessandro Petacchi, ex ciclista su strada italiano
- 1974 - Juan Pérez, ex pallamanista spagnolo
- 1974 - Franck Riester, politico francese
- 1974 - Frank Schmidt, allenatore di calcio e ex calciatore tedesco
- 1974 - Michail Segal, regista russo
- 1974 - Pablo Thiam, ex calciatore guineano
- 1974 - Todd Warriner, ex hockeista su ghiaccio canadese
- 1974 - Kevin Watson, allenatore di calcio e ex calciatore inglese
- 1974 - Faat Zakirov, ex ciclista su strada russo
- 1975 - Thomas Bangalter, disc jockey e produttore discografico francese
- 1975 - Ronald Cerritos, ex calciatore salvadoregno
- 1975 - Djibril Diawara, ex calciatore senegalese
- 1975 - Shanta Ghosh, ex velocista tedesca
- 1975 - Gu Jun, ex giocatrice di badminton cinese
- 1975 - Rafael Amargo, ballerino, coreografo e personaggio televisivo spagnolo
- 1975 - Vitalij Kokorin, ex ciclista su strada russo
- 1975 - Jun Maeda, scrittore, compositore e fumettista giapponese
- 1975 - Jason Marsden, attore e doppiatore statunitense
- 1975 - Elmer Martínez, ex calciatore salvadoregno
- 1975 - Danica McKellar, attrice e matematica statunitense
- 1975 - Lisa Misipeka, ex martellista, pesista e discobola samoana americana
- 1975 - Roxana Scarlat, schermitrice rumena
- 1975 - Robert Schultzberg, batterista svizzero
- 1975 - Sergej Vyšedkevič, ex hockeista su ghiaccio russo
- 1976 - Dimitri Agostini, ex cestista italiano
- 1976 - Alisen Down, attrice canadese
- 1976 - Fatima-Zahra Mansouri, politica e avvocata marocchina
- 1976 - Nelson, cantautore, paroliere e attore italiano
- 1976 - Nicholas Gonzalez, attore statunitense
- 1976 - Lee Hyung-taik, ex tennista sudcoreano
- 1976 - Reinhard Leiter, ex sciatore alpino italiano
- 1976 - Alessia Morani, politica italiana
- 1976 - Aggelos Mpasinas, ex calciatore greco
- 1976 - Perpetua Nkwocha, ex calciatrice nigeriana
- 1976 - Satya Oblet, modello indiano
- 1976 - Brad Parscale, statunitense
- 1976 - Meredith Scardino, sceneggiatrice, autrice televisiva e produttrice televisiva statunitense
- 1976 - Daniel Solà, ex pilota di rally spagnolo
- 1976 - Kostjantyn Truchanov, arbitro di calcio ucraino
- 1976 - Charles Yu, scrittore statunitense
- 1977 - Lee Bowyer, allenatore di calcio e ex calciatore inglese
- 1977 - Thomas Geisser, ex sciatore alpino svizzero
- 1977 - Haruhisa Hiramoto, ex giocatore di football americano giapponese
- 1977 - Mayumi Iizuka, attrice, doppiatrice e cantante giapponese
- 1977 - Karim Kerkar, ex calciatore algerino
- 1977 - Dany Locati, ex skeletonista italiana
- 1977 - Maurizio Nassi, ex calciatore italiano
- 1977 - Stéphane Pignol, ex calciatore francese
- 1977 - Youssef Safri, allenatore di calcio e ex calciatore marocchino
- 1977 - Michelle Stephenson, cantante, conduttrice televisiva e giornalista britannica
- 1977 - Murad Umachanov, ex lottatore russo
- 1977 - Kurt Yaeger, ciclista di BMX, attore e modello statunitense
- 1978 - Stefan Adamsson, ex ciclista su strada svedese
- 1978 - Dominique Ansel, pasticciere francese
- 1978 - Yordanis Borrero, ex sollevatore cubano
- 1978 - Dīmītra Kalentzou, ex cestista e allenatrice di pallacanestro greca
- 1978 - Kimberley Locke, cantautrice statunitense
- 1978 - Ladj Ly, attore, regista e sceneggiatore francese
- 1978 - Park Sol-mi, attrice sudcoreana
- 1978 - Shawnna, rapper statunitense
- 1978 - Mike York, ex hockeista su ghiaccio statunitense
- 1979 - Don Carlisle, ex cestista e allenatore di pallacanestro statunitense
- 1979 - Kate Levering, attrice e ballerina statunitense
- 1979 - Yénier Márquez, ex calciatore cubano
- 1979 - Cristiano Morroni, attore italiano
- 1979 - Paulo Vilhena, attore e conduttore televisivo brasiliano
- 1979 - Gul Panag, modella e attrice indiana
- 1979 - Rafael Puente Jr., allenatore di calcio e ex calciatore messicano
- 1979 - Generoso Rossi, ex calciatore italiano
- 1979 - Lucas Severino, ex calciatore brasiliano
- 1979 - Giovanni Strangio, mafioso italiano
- 1979 - Rie Tanaka, doppiatrice e cantante giapponese
- 1979 - Emiliano Tarana, dirigente sportivo, allenatore di calcio e ex calciatore italiano
- 1979 - Dina Tersago, modella belga
- 1979 - Koit Toome, cantante estone
- 1980 - Carlos Chaves, ex giocatore di calcio a 5 costaricano
- 1980 - Bryan Clay, multiplista statunitense
- 1980 - Eli Crane, politico statunitense
- 1980 - Frauke Dirickx, ex pallavolista belga
- 1980 - Bobbi Eden, ex attrice pornografica olandese
- 1980 - Andy Furtado, ex calciatore costaricano
- 1980 - Federico Insúa, allenatore di calcio e ex calciatore argentino
- 1980 - Emil Jula, calciatore rumeno († 2020)
- 1980 - Gerry Koning, ex calciatore olandese
- 1980 - Raoul Kouakou, ex calciatore ivoriano
- 1980 - Telly Leung, attore e cantante statunitense
- 1980 - Federico Luzzi, tennista italiano († 2008)
- 1980 - Claudio Maldonado, ex calciatore cileno
- 1980 - Jamie Milligan, allenatore di calcio e calciatore inglese
- 1980 - Necati Ateş, allenatore di calcio e ex calciatore turco
- 1980 - Héctor Romero, ex cestista venezuelano
- 1980 - Angela Ruggiero, ex hockeista su ghiaccio, imprenditrice e dirigente sportiva statunitense
- 1980 - Mariángel Ruiz, modella e conduttrice televisiva venezuelana
- 1980 - Mads Skjærvold, calciatore norvegese
- 1980 - Genādijs Soloņicins, ex calciatore lettone
- 1980 - David Tyree, ex giocatore di football americano statunitense
- 1980 - Corinna Ulcigrai, matematica italiana
- 1980 - Kurt Vile, cantautore, chitarrista e produttore discografico statunitense
- 1980 - Mary Wineberg, ex velocista statunitense
- 1980 - Irmantas Zelmikas, ex calciatore lituano
- 1981 - Zaenal Arief, calciatore indonesiano
- 1981 - Federico Bavosi, cestista uruguaiano
- 1981 - Kajsa Bergström, giocatrice di curling svedese
- 1981 - Moumouni Dagano, ex calciatore burkinabé
- 1981 - Cristian Deville, ex sciatore alpino italiano
- 1981 - Alexandra Dinu, attrice rumena
- 1981 - Myles Ferguson, attore canadese († 2000)
- 1981 - Simon Gamache, ex hockeista su ghiaccio canadese
- 1981 - Klaas Gerling, disc jockey e produttore discografico tedesco
- 1981 - Randy Gevers, pilota motociclistico olandese
- 1981 - Hu Zhaojun, calciatore cinese
- 1981 - Fernando Leitão, ex giocatore di calcio a 5 brasiliano
- 1981 - Eli Manning, ex giocatore di football americano statunitense
- 1981 - Mikko Markkula, copilota di rally finlandese
- 1981 - Gabriel Mikulas, ex cestista argentino
- 1981 - Edu Moya, ex calciatore spagnolo
- 1981 - Karma Rosenberg, ex attrice pornografica slovacca
- 1981 - Rashidat Sadiq, ex cestista nigeriana
- 1981 - Melvin Sanders, ex cestista statunitense
- 1981 - Jaymay, cantautrice statunitense
- 1981 - Ariel Seltzer, ex calciatore argentino
- 1981 - Al Weaver, attore inglese
- 1981 - Elke Wijnhoven, ex pallavolista olandese
- 1981 - George Williams, ex cestista statunitense
- 1982 - Eşref Apak, martellista turco
- 1982 - Peter Clarke, calciatore inglese
- 1982 - Luca Garri, ex cestista italiano
- 1982 - Óscar Gugliotta, ex cestista dominicano
- 1982 - Jefthon, ex calciatore brasiliano
- 1982 - Scott Merritt, ex cestista statunitense
- 1982 - Jan Mertl, ex tennista e allenatore di tennis ceco
- 1982 - Lasse Nilsson, ex calciatore svedese
- 1982 - Park Ji-yoon, cantante e attrice sudcoreana
- 1982 - Andrėj Paryvaeŭ, ex calciatore bielorusso
- 1982 - Texas Patti, attrice pornografica tedesca
- 1982 - Nicky Robinson, rugbista a 15 gallese
- 1982 - Gelson Rodrigues de Souza, ex calciatore brasiliano
- 1982 - Chisu, cantante finlandese
- 1982 - Luca Tesconi, tiratore a segno italiano
- 1982 - Sergej Tichonov, schermidore russo
- 1982 - Kasia Wilk, cantante polacca
- 1982 - Djuric Winklaar, ex calciatore olandese
- 1982 - Ala'a Eldin Yousif, calciatore sudanese
- 1982 - Nicolae Ștefănuță, politico rumeno
- 1983 - Younes Ali, allenatore di calcio e ex calciatore qatariota
- 1983 - Youness Bengelloun, ex calciatore francese
- 1983 - Đorđije Ćetković, ex calciatore montenegrino
- 1983 - Justin Chang, critico cinematografico statunitense
- 1983 - Ludovic Chelle, ex cestista francese
- 1983 - Aminata Nar Diop, ex cestista senegalese
- 1983 - Ross Edgar, ex pistard britannico
- 1983 - Feras Esmaeel, ex calciatore siriano
- 1983 - María Martínez, schermitrice venezuelana
- 1983 - Domenico Mattiello, pallanuotista italiano
- 1983 - Katie McGrath, attrice e modella irlandese
- 1983 - Víctor Ortega, tuffatore colombiano
- 1983 - Cédric Pla, pentatleta francese
- 1983 - Precious Lara Quigaman, modella e attrice filippina
- 1983 - Armin Sistek, ex calciatore norvegese
- 1983 - Irina Sokolovskaja, ex cestista russa
- 1983 - Juan Guillermo Urán, tuffatore colombiano
- 1984 - Andrea Cassarà, ex schermidore italiano
- 1984 - Hamouda El-Bashir, calciatore sudanese
- 1984 - Maximilian Mechler, ex saltatore con gli sci tedesco
- 1984 - Thomas Mermillod Blondin, ex sciatore alpino francese
- 1984 - Branko Ostojić, calciatore serbo
- 1984 - Norberto Paparatto, ex calciatore argentino
- 1984 - Bojana Radulović, pallavolista serba
- 1984 - Jaime Alfonso Ruiz, ex calciatore colombiano
- 1984 - Klaus Salmutter, ex calciatore austriaco
- 1984 - Heiko Schaffartzik, ex cestista tedesco
- 1984 - Katerina Sōtīriou, cestista greca
- 1984 - Peter Taylor, canottiere neozelandese
- 1984 - Will Tukuafu, giocatore di football americano tongano
- 1984 - Brooke Williams, attrice neozelandese
- 1985 - Mateusz Bartel, scacchista polacco
- 1985 - Anna Battke, astista tedesca
- 1985 - Nicole Beharie, attrice statunitense
- 1985 - Cecilia Biagioli, nuotatrice argentina
- 1985 - Aritz Borda, ex calciatore spagnolo
- 1985 - Barış Ermiş, ex cestista turco
- 1985 - Christine Girard, sollevatrice canadese
- 1985 - Sandro Iashvili, ex calciatore georgiano
- 1985 - Linas Kleiza, ex cestista e dirigente sportivo lituano
- 1985 - Mohamed Lahouaiej-Bouhlel, terrorista tunisino († 2016)
- 1985 - Evan Moore, giocatore di football americano statunitense
- 1985 - Noelle Quinn, ex cestista e allenatrice di pallacanestro statunitense
- 1985 - Luis Rodas, calciatore honduregno
- 1985 - Giuseppe Spinelli, ex giocatore di baseball italiano
- 1985 - Joey Sturgis, produttore discografico, musicista e cantante statunitense
- 1985 - Marko Tomas, ex cestista croato
- 1985 - Laura Zúñiga, modella messicana
- 1986 - Dana Abdulrazak, velocista irachena
- 1986 - Asa Akira, attrice pornografica statunitense
- 1986 - Mattias Bjärsmyr, ex calciatore svedese
- 1986 - Linda De Rocco, hockeista su ghiaccio italiana
- 1986 - Crispin Duenas, arciere canadese
- 1986 - Kenny Gillet, ex calciatore francese
- 1986 - Elia Legati, dirigente sportivo e ex calciatore italiano
- 1986 - Steve McLendon, giocatore di football americano statunitense
- 1986 - Scott Morrison, ex cestista canadese
- 1986 - Greg Nwokolo, calciatore nigeriano
- 1986 - Randy Oveneke, ex cestista e allenatore di pallacanestro belga
- 1986 - Nejc Pečnik, calciatore sloveno
- 1986 - Nikola Peković, ex cestista e dirigente sportivo montenegrino
- 1986 - Lloyd, cantante statunitense
- 1986 - Marc Schulthess, ex hockeista su ghiaccio svizzero
- 1986 - Mustafa Sejmenović, allenatore di calcio e ex calciatore svizzero
- 1986 - Cedric Simmons, cestista statunitense
- 1986 - Sammie Stroughter, giocatore di football americano statunitense
- 1986 - Aleksandr Suchov, ex calciatore russo
- 1986 - Guy Tchingoma, calciatore gabonese († 2008)
- 1986 - Stephan Vujčić, ex calciatore tedesco
- 1987 - Seun Adigun, ex ostacolista e ex bobbista nigeriana
- 1987 - Adrián San Miguel del Castillo, calciatore spagnolo
- 1987 - Reto Berra, hockeista su ghiaccio svizzero
- 1987 - Arnaldo Castorino, calciatore paraguaiano
- 1987 - Lucas Ceballos, ex calciatore argentino
- 1987 - Edgar Bruno da Silva, calciatore brasiliano
- 1987 - Dani Estrada, ex calciatore spagnolo
- 1987 - Luděk Frydrych, calciatore ceco
- 1987 - Simas Galdikas, ex cestista lituano
- 1987 - Reynier Henríquez, schermidore cubano
- 1987 - Kim Ok-bin, attrice e sceneggiatrice sudcoreana
- 1987 - Issiaka Koudize, ex calciatore nigerino
- 1987 - Luiz Carlos Nascimento Júnior, calciatore brasiliano
- 1987 - Ken Owens, rugbista a 15 britannico
- 1987 - Pak Chung-il, ex calciatore nordcoreano
- 1987 - Matjaž Rozman, calciatore sloveno
- 1987 - Nicolai Simon, ex cestista tedesco
- 1987 - Szymon Staśkiewicz, pentatleta polacco
- 1988 - Rino Anto, calciatore indiano
- 1988 - Ikechi Anya, ex calciatore scozzese
- 1988 - Jun Aoyama, ex calciatore giapponese
- 1988 - Martin Baran, calciatore slovacco
- 1988 - Alessandro Ciarrocchi, ex calciatore svizzero
- 1988 - Jonny Evans, dirigente sportivo e ex calciatore nordirlandese
- 1988 - Karl Glusman, attore statunitense
- 1988 - Maximiliano Gómez, calciatore argentino
- 1988 - Arda Kardeşler, arbitro di calcio turco
- 1988 - Patrece Liburd, ex calciatore nevisiano
- 1988 - Carles Martínez, allenatore di calcio e ex calciatore spagnolo
- 1988 - Christos Mastrou, ex calciatore cipriota
- 1988 - Christopher Nöthe, ex calciatore tedesco
- 1988 - Yoandir Puga, calciatore cubano
- 1988 - Brittany Reimer, nuotatrice canadese
- 1988 - Govin Singh, ex calciatore indiano
- 1988 - Dario Vangeli, ex pugile italiano
- 1988 - Silvio Zanotelli, giocatore di curling italiano
- 1989 - Stefano Agostini, ex ciclista su strada italiano
- 1989 - Christian Ballard, ex giocatore di football americano statunitense
- 1989 - Hovig Demirjian, cantante cipriota
- 1989 - Dylan Duventru, calciatore francese
- 1989 - Frédéric Frans, ex calciatore belga
- 1989 - Adas Juškevičius, cestista lituano
- 1989 - Alex D. Linz, attore statunitense
- 1989 - Jordi Masip, ex calciatore spagnolo
- 1989 - Julia Nunes, cantautrice e youtuber statunitense
- 1989 - Ben O'Keeffe, arbitro di rugby a 15 e medico neozelandese
- 1989 - Tufan Önen, cestista turco
- 1989 - Automne Pavia, judoka francese
- 1989 - Anya Rozova, modella russa
- 1989 - Kōhei Uchimura, ex ginnasta giapponese
- 1989 - Arielle Wilson, ex pallavolista e allenatrice di pallavolo statunitense
- 1989 - Hiraç Yagan, ex calciatore armeno
- 1990 - Saki Aida, sceneggiatrice giapponese († 2024)
- 1990 - Edoardo Caliogna, pallanuotista italiano
- 1990 - Danny Cruz, allenatore di calcio, dirigente sportivo e ex calciatore statunitense
- 1990 - Fabian Drzyzga, pallavolista polacco
- 1990 - Austin Dufault, ex cestista statunitense
- 1990 - Dalia Fernández, modella dominicana
- 1990 - L.J. Fort, giocatore di football americano statunitense
- 1990 - Lorenzo Gasperoni, calciatore sammarinese
- 1990 - Hesham Mohamed, calciatore egiziano
- 1990 - Glory Iroka, calciatrice nigeriana
- 1990 - Abigail Irozuru, lunghista britannica
- 1990 - Ji Xiang, calciatore cinese
- 1990 - Michiel Jonckheere, allenatore di calcio e ex calciatore belga
- 1990 - Yōichirō Kakitani, ex calciatore giapponese
- 1990 - Maximilian Karner, ex calciatore austriaco
- 1990 - Shlohmo, musicista statunitense
- 1990 - Christophe Léonard, ex cestista francese
- 1990 - William Maldonado, calciatore salvadoregno
- 1990 - Victor Mello, giocatore di calcio a 5 brasiliano
- 1990 - José Pierre Vunguidica, calciatore angolano
- 1990 - Michael Waligora, ex sciatore d'erba e sciatore alpino ceco
- 1990 - Fatma Yıldırım, pallavolista turca
- 1990 - Muğdat Çelik, ex calciatore turco
- 1990 - Aykut Çeviker, calciatore turco
- 1991 - O.D. Anosike, cestista statunitense
- 1991 - Diego Bejarano, calciatore boliviano
- 1991 - Alina Berežna, lottatrice ucraina
- 1991 - Ben Bitton, calciatore israeliano
- 1991 - Gordo, disc jockey e produttore discografico statunitense
- 1991 - Jerson Cabral, calciatore olandese
- 1991 - Santi Cappellani, politico italiano
- 1991 - Özgür Çek, calciatore turco
- 1991 - Ryan Ellis, hockeista su ghiaccio canadese
- 1991 - Sébastien Faure, calciatore francese
- 1991 - Goo Ha-ra, cantante e attrice sudcoreana († 2019)
- 1991 - Isaac Koné, ex calciatore francese
- 1991 - Andor Margitics, calciatore ungherese
- 1991 - Habib Meïté, calciatore ivoriano
- 1991 - Darius Morris, cestista statunitense († 2024)
- 1991 - Eva Puskarčíková, ex biatleta ceca
- 1991 - Yacine Qasmi, calciatore francese
- 1991 - Roger Martí Salvador, calciatore spagnolo
- 1991 - Serhij Zahynajlov, calciatore ucraino
- 1992 - Aldo Araujo, calciatore argentino
- 1992 - Jon Aurtenetxe, calciatore spagnolo
- 1992 - Ruslan Barsky, calciatore israeliano
- 1992 - Kaelin Clay, ex giocatore di football americano statunitense
- 1992 - Maksim Cvetkov, biatleta russo
- 1992 - Francesca Da Ros, calciatrice italiana
- 1992 - Carlos Emanuel Franco, calciatore argentino
- 1992 - Gao Lei, ginnasta cinese
- 1992 - Cyril Hennion, calciatore francese
- 1992 - Ivan Ivanov, pesista kazako
- 1992 - Carlotta Maggiorana, ex modella e ballerina italiana
- 1992 - Doug McDermott, cestista statunitense
- 1992 - Daniel McLay, ciclista su strada britannico
- 1992 - Marco Migliorini, ex calciatore italiano
- 1992 - Augusto Solari, calciatore argentino
- 1992 - Delphine Wespiser, modella francese
- 1992 - Sandra Zaniewska, allenatrice di tennis e ex tennista polacca
- 1993 - Evelis Aguilar, multiplista colombiana
- 1993 - Kaisa Alanko, pallavolista finlandese
- 1993 - Sara Alberti, pallavolista italiana
- 1993 - Villyan Bijev, ex calciatore bulgaro
- 1993 - Farzaneh Fasihi, velocista iraniana
- 1993 - Ana Gonçalves, cestista angolana
- 1993 - Matěj Hybš, calciatore ceco
- 1993 - Vincent Philipo, calciatore tanzaniano
- 1993 - Katie Ryan, ex sciatrice alpina statunitense
- 1993 - Shi Jinglin, nuotatrice cinese
- 1993 - Kevin Ware, cestista statunitense
- 1994 - Frankie Adams, attrice neozelandese
- 1994 - Stine Ballisager Pedersen, calciatrice danese
- 1994 - Lukas Balmelli, ex hockeista su ghiaccio svizzero
- 1994 - Danny Bejarano, calciatore boliviano
- 1994 - Omar Bugiel, calciatore tedesco
- 1994 - Beka Burjanadze, cestista georgiano
- 1994 - Chen Guiming, sollevatrice cinese
- 1994 - Alexander Corryn, calciatore belga
- 1994 - Modou Diagne, calciatore senegalese
- 1994 - Malin Diaz Pettersson, calciatrice svedese
- 1994 - Seiminlen Doungel, calciatore indiano
- 1994 - Cristian Dájome, calciatore colombiano
- 1994 - Michaël Heylen, calciatore belga
- 1994 - James Husband, calciatore inglese
- 1994 - Giulia Luzi, cantante, attrice e doppiatrice italiana
- 1994 - Katri Lylynperä, fondista finlandese
- 1994 - Juan Mascia, ex calciatore uruguaiano
- 1994 - Renan Michelucci, pallavolista brasiliano
- 1994 - Farhat Musabekov, calciatore kirghiso
- 1994 - Yusupha Njie, calciatore gambiano
- 1994 - Simon Pettersson, discobolo svedese
- 1994 - Isaquias Queiroz, canoista brasiliano
- 1994 - Spyros Risvanīs, calciatore greco
- 1994 - Cássio Scheid, calciatore brasiliano
- 1994 - Justin Sears, ex cestista statunitense
- 1994 - Dunja Zdouc, biatleta austriaca
- 1994 - Guðmunda Brynja Óladóttir, calciatrice islandese
- 1995 - Besmir Bojku, calciatore macedone
- 1995 - Muhammed Demirci, calciatore turco
- 1995 - Victoria Duffield, cantante e attrice canadese
- 1995 - Arianna Ferrati, ex calciatrice italiana
- 1995 - Dallas Goedert, giocatore di football americano statunitense
- 1995 - Rondae Hollis-Jefferson, cestista statunitense
- 1995 - Jisoo, cantante e attrice sudcoreana
- 1995 - Kim Seol-hyun, cantante, ballerina e attrice sudcoreana
- 1995 - Kevin Manfredi, pilota motociclistico italiano
- 1995 - Paddy Pimblett, artista marziale misto inglese
- 1995 - Mylaine Tarrieu, calciatrice francese
- 1995 - Tonny Vilhena, calciatore olandese
- 1995 - Paulinho, calciatore brasiliano
- 1996 - Seol In-ah, attrice sudcoreana
- 1996 - Gunnar Bentz, ex nuotatore statunitense
- 1996 - Richárd Bereczki, pentatleta ungherese
- 1996 - Yuri Farneti, giocatore di squash italiano
- 1996 - Rodrigo Fernández, calciatore uruguaiano
- 1996 - Issa Kallon, calciatore olandese
- 1996 - Ercan Kara, calciatore austriaco
- 1996 - DeShone Kizer, giocatore di football americano statunitense
- 1996 - Axel Louissaint, cestista svizzero
- 1996 - Dragan Lovrić, calciatore croato
- 1996 - Marko Marić, calciatore austriaco
- 1996 - Martino Mastellari, cestista italiano
- 1996 - Jordy Monroy, calciatore colombiano
- 1996 - Anna Nicoletti, pallavolista italiana
- 1996 - Umar Nurmagomedov, lottatore russo
- 1996 - Calvin Oftana, cestista filippino
- 1996 - Léo Ortiz, calciatore brasiliano
- 1996 - Franco Pizzichillo, calciatore uruguaiano
- 1996 - Florence Pugh, attrice britannica
- 1996 - Stefan Simić, cestista serbo
- 1996 - Curro Sánchez, calciatore spagnolo
- 1996 - Zoe Tavarelli, attrice italiana
- 1996 - Kristy Wallace, cestista australiana
- 1996 - David Wieczorek, pallavolista statunitense
- 1996 - Mzamiru Yassin, calciatore tanzaniano
- 1997 - Zayne Anderson, giocatore di football americano statunitense
- 1997 - Fodé Ballo-Touré, calciatore francese
- 1997 - Dzmitryj Bjassmertny, calciatore bielorusso
- 1997 - Jérémie Boga, calciatore ivoriano
- 1997 - Thomas Byrne, attore inglese
- 1997 - Andrei Cobeț, calciatore moldavo
- 1997 - Erick Farias, calciatore brasiliano
- 1997 - Markéta Davidová, biatleta ceca
- 1997 - Sabrina Lozada-Cabbage, ex cestista statunitense
- 1997 - Nicolás Machado, calciatore uruguaiano
- 1997 - Kyron McMaster, ostacolista anglo-verginiano
- 1997 - Diego Mercado, calciatore argentino
- 1997 - Hollyn, cantante e cantautrice statunitense
- 1997 - Joe Morrell, calciatore gallese
- 1997 - Yvan Neyou, calciatore camerunese
- 1997 - Bogdan Nicolescu, cestista rumeno
- 1997 - Diego Osío, calciatore venezuelano
- 1997 - Feyi Pearce, taekwondoka britannico
- 1997 - Petar Petkovski, calciatore macedone
- 1997 - Reynaldo César Moraes, calciatore brasiliano
- 1997 - Carlos Alberto Rodríguez, calciatore messicano
- 1997 - Alessandro Rossi, calciatore italiano
- 1997 - Felipe Santos, calciatore brasiliano
- 1997 - Lucas Schoofs, calciatore belga
- 1997 - Jordan Thompson, calciatore nordirlandese
- 1997 - Alaa Al Dali, calciatore siriano
- 1997 - Jefferson Junio Antônio da Silva, calciatore brasiliano
- 1998 - Fernando Bersano, calciatore argentino
- 1998 - Irak'li Bughridze, calciatore georgiano
- 1998 - Patrick Cutrone, calciatore italiano
- 1998 - Francisco Delorenzi, calciatore argentino
- 1998 - Isaskar Gurirab, calciatore namibiano
- 1998 - Thalles Gabriel Morais dos Reis, calciatore brasiliano
- 1998 - Hugo Moura, calciatore brasiliano
- 1998 - Giannīs Oikonomidīs, calciatore greco
- 1998 - Zou Jingyuan, ginnasta cinese
- 1998 - Anderson dos Santos Gomes, calciatore brasiliano
- 1999 - Michele Ebeling, cestista italiano
- 1999 - Jordan van der Gaag, calciatore olandese
- 1999 - Vanja Ilić, calciatore serbo
- 1999 - Santiago Irala, calciatore paraguaiano
- 1999 - Ayesha Leti-I'iga, rugbista a 15 neozelandese
- 1999 - Martin Palincsár, calciatore ungherese
- 1999 - Ryan Poehling, hockeista su ghiaccio statunitense
- 1999 - Oskar Repka, calciatore polacco
- 1999 - Tavius Robinson, giocatore di football americano canadese
- 1999 - Amaia Romero, cantante spagnola
- 1999 - Georgia Stanway, calciatrice inglese
- 1999 - Tuuli, cantante finlandese
- 1999 - Mylène de Zoete, pistard e ciclista su strada olandese
- 1999 - Maksym Čech, calciatore ucraino
- 2000 - Baba Alhassan, calciatore ghanese
- 2000 - Leandro Barreiro, calciatore lussemburghese
- 2000 - Pablo Bennevendo, calciatore messicano
- 2000 - Mattia Bottolo, pallavolista italiano
- 2000 - Mamadou Diop, calciatore mauritano
- 2000 - Juan Familia-Castillo, calciatore olandese
- 2000 - Sarah Jodoin Di Maria, tuffatrice canadese
- 2000 - Ibrahim Kargbo Jr., calciatore belga
- 2000 - Micah McFadden, giocatore di football americano statunitense
- 2000 - Marco Mengon, pallamanista italiano
- 2000 - Simone Mengon, pallamanista italiano
- 2000 - João Mário, calciatore portoghese
- 2000 - Kenny Rocha Santos, calciatore capoverdiano
- 2000 - Boris Singh Thangjam, calciatore indiano
- 2000 - Tommy St. Jago, calciatore olandese

## XXI secolo(52)
- 2001 - Saminu Abdullahi, calciatore nigeriano
- 2001 - Sebastian Aigner, calciatore austriaco
- 2001 - Britany Anderson, ostacolista giamaicana
- 2001 - Deni Avdija, cestista israeliano
- 2001 - Tuure Boelius, cantante, attore e youtuber finlandese
- 2001 - Léo Borges, calciatore brasiliano
- 2001 - Elena Carraro, ostacolista italiana
- 2001 - Yū Hirakawa, calciatore giapponese
- 2001 - Mikkel Kaufmann, calciatore danese
- 2001 - Florián Monzón, calciatore argentino
- 2001 - Harald Nilsen Tangen, calciatore norvegese
- 2001 - Yassin Oukili, calciatore olandese
- 2001 - Jaime Pradilla, cestista spagnolo
- 2001 - Lucas Ramos, calciatore brasiliano
- 2001 - Simon Talacci, sciatore alpino italiano
- 2002 - Bruno Amione, calciatore argentino
- 2002 - Jake Davis, calciatore statunitense
- 2002 - Nico González, calciatore spagnolo
- 2002 - Myles Murphy, giocatore di football americano statunitense
- 2002 - Antonio Pacheco Ruiz, calciatore spagnolo
- 2002 - Vladislav Samko, calciatore russo
- 2002 - Katja Wienerroither, calciatrice austriaca
- 2002 - Anna Špynëva, saltatrice con gli sci russa
- 2003 - Lewis Dobbin, calciatore inglese
- 2003 - Andrés Ferrari, calciatore uruguaiano
- 2003 - Natalia Linares, lunghista e velocista colombiana
- 2003 - Yolotl Martínez, tuffatore messicano
- 2003 - Daniel Oyegoke, calciatore inglese
- 2003 - Devin Padelford, calciatore statunitense
- 2003 - Edoardo Pieragnolo, calciatore italiano
- 2003 - Tang Xijing, ginnasta cinese
- 2003 - Greta Thunberg, attivista svedese
- 2003 - Alan Virginius, calciatore francese
- 2003 - Anastasija Škurdaj, nuotatrice bielorussa
- 2004 - Carlos Baleba, calciatore camerunese
- 2004 - Noga Block, ginnasta israeliana
- 2004 - Toby Collyer, calciatore inglese
- 2004 - Habib Diarra, calciatore senegalese
- 2004 - Miha Fontaine, sciatore freestyle canadese
- 2004 - Japa, calciatore brasiliano
- 2004 - Emmanuel Agyemang, calciatore ghanese
- 2004 - Nicolás Vallejo, calciatore argentino
- 2005 - Alexéi Domínguez, calciatore messicano
- 2005 - Medina Eisa, mezzofondista etiope
- 2005 - Heriberto Jurado, calciatore messicano
- 2005 - Melknat Wudu, mezzofondista etiope
- 2006 - Elisèe Assui, cestista italiano
- 2006 - Tara Babulfath, judoka svedese
- 2007 - Luka Andrade, calciatore argentino
- 2007 - Joshua King, calciatore inglese
- 2008 - Raegan Revord, attrice statunitense
- 2011 - Alfie Williams, attore inglese